# Filippo Puglisi
Filippo Puglisi (Serradifalco, 20 gennaio 1915 – 17 maggio 2001) è stato uno scrittore e critico letterario italiano.

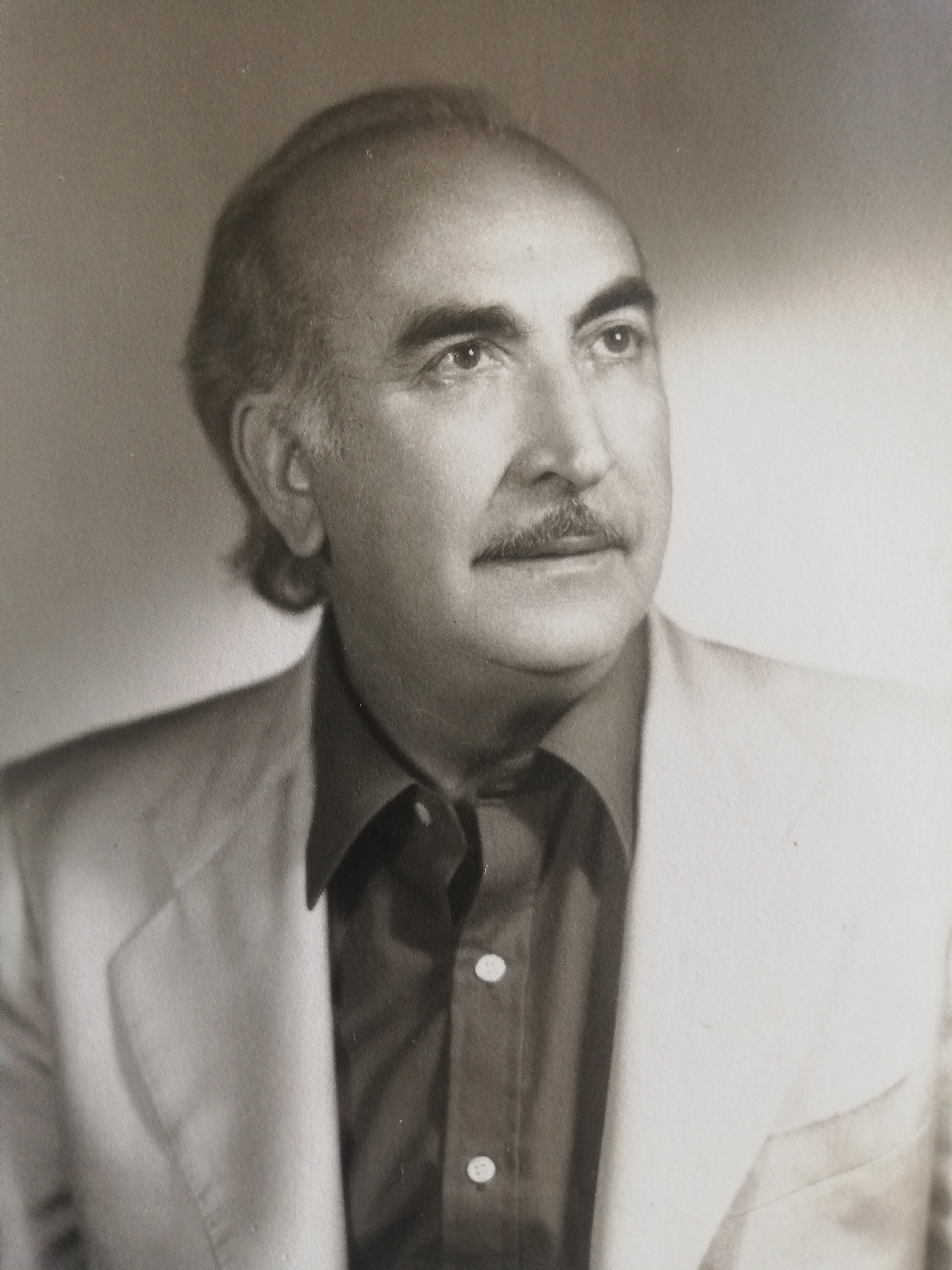

I suoi interessi, dapprima rivolti alla filosofia, si sono estesi in particolare all'estetica e alla critica letteraria.

## La vita
Nato a Serradifalco nel 1915, ha vissuto prima a Serradifalco e a Caltanissetta, successivamente a Catania ed infine a Roma. 
Orfano di padre a quindici anni, ebbe un'adolescenza difficile, narrata nel romanzo parzialmente autobiografico “Le fave nere “. Si mantenne agli studi universitari lavorando come maestro elementare. 
Inizialmente ha insegnato a Caltanissetta come professore di storia e filosofia. Dal 1950 al 1969 ha vissuto a Catania prestando la sua opera prima come assistente universitario di filosofia teoretica, poi come docente di storia e filosofia nei licei della città.
Tra il 1968 e il 1969 vinto i concorsi di Preside, di Ispettore centrale al Ministero della Pubblica Istruzione e di Provveditore agli Studi ed ha preferito optare per la carriera di Ispettore centrale.
Nel 1969 si è trasferito a Roma dove ha vissuto per il resto della sua vita ma ha mantenuto vivo il legame con la sua terra di origine. Ad esempio, ha condotto insieme a Guttuso una trasmissione radiofonica sulla cultura e le tradizioni siciliane, è stato studioso profondo e divulgatore instancabile delle opere di Pirandello. 
In questi anni ha anche insegnato Estetica presso la Facoltà di Magistero dell'Università di Palermo.
Ha scritto opere di filosofia, di critica letteraria, di teatro e di narrativa ottenendo lusinghieri riconoscimenti in tutti gli ambiti in cui ha operato. 
I suoi interessi di studioso si sono rivolti, in modo particolare, alle opere di Pirandello, Manzoni, Leopardi, Hegel, Gentile, Giordano Bruno e Sant'Agostino. 
Ha collaborato a riviste di filosofia e di critica letteraria, tra cui: “ Otto-Novecento”, “Sophia ”, Idea, “Rivista di Pedagogia”, “Cultura e scuola”. 
Ha partecipato a numerosi convegni e congressi in Italia ed all'estero (in Spagna, Austria e Portogallo) presentando relazioni su invito. Ha partecipato a trasmissioni televisive di carattere letterario.
È deceduto il 17 maggio 2001, all'età di 86 anni, e riposa nel cimitero di Serradifalco.
Nel 2008 gli è stato intitolato l'Istituto Comprensivo di Serradifalco.

## Le opere
Ha scritto opere di filosofia, di critica letteraria, di teatro e di narrativa.

### Tra le opere di filosofia
- Le basi teoretiche della pedagogia, CEDAM.

- L'estetica di Hegel e i suoi presupposti teoretici, CEDAM.

- La concezione pedagogico-filosofica di G. Gentile, CEDAM.

"La pedagogia di G.Gentile", Edizioni Camene, Catania, 1953, vol.I
"La pedagogia di G.Gentile", Edizioni Camene, Catania, 1954, vol.II
- La concezione estetico-filosofica di Gentile, 1ª e 2ª edizione, Giannotta.

- Problemi di estetica e di critica, Flaccovio Editore.

- La rivoluzione artistico-filosofica di Giordano Bruno, Bulzoni Editore. ISBN 88-7119-044-0

### Tra le opere di critica letteraria
- L'arte di Luigi Pirandello, (Premio De Gasperi per la saggistica e finalista al Premio dell'Accademia dei Lincei) D'Anna (1ª edizione), Giannotta (2ª e 3ª edizione).

- Pirandello e la sua lingua, 1ª e 2ª edizione, Cappelli.

- Pirandello poeta e narratore, in Pirandello, Mondadori.

- Pirandello e la sua opera innovatrice, Bonanno.

- L'estetica del riso ne "I promessi sposi", CEDAM.

- Della rivoluzione etico-poetica del Manzoni, 1ª e 2ª edizione, Milano.

- L'arte del Manzoni, (Premio Torre del Lauro 1988) Edizioni Studium.

- Gesù nunzio di una nuova bellezza, Edizioni Bulzoni.

- Le nuove correnti di estetica, Edizioni Bulzoni.

- Il bello etico in Manzoni, Editori Ghisoni.

### Tra le opere di teatro
- Il complesso di Giuseppe, premiata e poi rappresentata in Sicilia dalla compagnia diretta da A. Di Leo, con attori Pino Caruso, Cinzia Abbenante, Michele Abruzzo e Tuccio Musumeci.

- La via di mezzo, rappresentata al Teatro dei Satiri di Roma dalla Compagnia del Teatro Italiano con P. Paoloni e T. Sciarra.

- L'assoluzione di Bruno, (Premio Teatro Nuovo 1979) Edizioni Bulzoni.

- La casa, commedia in un atto vincitrice di un concorso nazionale, trasmessa da Rai 2 il 10 febbraio 1983 e interpretata da Silvio Spaccesi e P. Saccone.

- Il dilemma, finalista tra i cinque al Premio Flaiano per il teatro nel 1984.

### Tra le opere di narrativa
- Le fave nere, (Premio Campofranco) Edizioni Bietti, 1980.

- La bussola, (Premio Tremestieri) Edizioni Bulzoni, 1984.

- Il trapianto, (Premio Torre del Lago; finalista al Premio Ragusa) Cappelli, 1985.

- La Tetraktys, Cappelli, 1986.

- Il cono d'ombra romanzo filosofico su Sant'Agostino, (Premio Campofranco 1989) Idea, 1988.

- La rabbia del cane, Bulzoni, 1984.

### I saggi
Ha collaborato a riviste di filosofia e di critica letteraria scrivendo, tra gli altri, i saggi:
- Dell'estetica di V. Gioberti, Pedagogia, fascicolo 2, 1952.

- L'idealismo italiano contemporaneo e la crisi dell'estetica, Pedagogia, fascicolo 4, 1952.

- L'estetica di G. Bruno, Sophia, fascicolo 1, 1952.

- La teoria del comico in E. Kant, Pedagogia, fascicolo 2, 1953.

- Le aporie dell'estetica crociana, Sophia, fascicolo 2, 1953.

- Pirandello poeta narratore, nel libro Luigi Pirandello, Mondadori, 1967.

- Verità e verismo in Verga, Rassegna di cultura e vita scolastica 2, 1966

- Del linguaggio antiaccademico del Bruno, Cultura e scuola, gennaio- marzo 1983

- Il non essere come condizione del nostro essere in Platone e Leopardi, L. Olschki editore, 1982

- Da un bello di contemplazione ad un bello di azione,  Ediz. Domenicane, Napoli

- L'antistoricismo del Leopardi e lo storicismo del suo tempo L. Olschki editore, 1989

- La cultura tedesca alla fine del medioevo e i suoi rapporti col pensiero del Bruno, Estratto da “ feor ond neah 2 -Scritti di filologia germanica - Annali della Facoltà di Lettere e Filosofia dell'Università di Palermo - 1983

- Pirandello e l'opera nuova , estratto dall'Annuario 1968 del Liceo Spedalieri

- Stato di diritto e stato di giustizia. Dialettica e problematica, Rivista internazionale di Filosofia de l diritto - Gennaio 1964

- L'arte in relazione con lo stato odierno , Estratto dagli Atti del III Congresso Nazionale di Filosofia del diritto  - Catania 1 - 4 giugno 1957

- L'arte come sinolo fisico - metafisico, in: METAFISICA E SCIENZE DELL'UOMO - Atti del VII Congresso internazionale - Bergamo - 4-9 settembre 1980

- L'io e l'insorgenza della sua dimensione nel giudizio estetico di San Bonaventura, estratto da MISCELLANEA FRANCESCANA  - Roma 1975

- Da una lingua d' “élite “ a una lingua di popolo l'itinerario del Manzoni nella sua prima produzione, Otto - Novecento gennaio 1978

- Educazione libera ed educazione di Stato nella pedagogia di G.Gentile , Nuova rivista pedagogica - settembre 1954

- Il dialetto siciliano nella lingua di Pirandello (Atti del Congresso internazionale di Studi Pirandelliani 1967 “

- Hegel oggi: per eliminare l'ondata di malaffare, Idea - luglio 1994

- Il cristianesimo di Dante o quello di Dostoevskij ?  Idea - nov. 1991

- La morte di Luigi Pareyson, un maestro per i filosofi d'oggi , Idea -sett. 1991

- Della dottrina di Platone o della salvezza dell'uomo  , Idea - genn. 1991

- Il cristianesimo di Dante tra vecchio e nuovo nella Divina Commedia , Idea -mar. 1992

- Manzoni e il giansenismo, in: Rassegna di cultura e vita scolastica  - ott. 1977

## Recensioni
Hanno scritto per lui recensioni e pensieri di stima: il critico Luigi Russo, gli ex ministri Ruggiero e Bosco, illustri professori come Carmelo Ottaviano, Ettore Paratore, Armando Plebe, Grisi, Michele Federico Sciacca, Vittorio Frosini, Arnaldo Frateili, M. Giorgianni (dalla Radio Vaticana), Claudio Varese, Mario Sipala, Rosario Assunto e tanti altri.

## Premi
1958 Premio nazionale De Gasperi per la saggistica per "L'arte di Luigi Pirandello"
1960 Premio nazionale di giornalismo dall'Istituto del Dramma antico-Siracusa per un articolo sull'Edipo Re (medaglia d'oro)
1960 Segnalazione al Premio Teatrale Vallecorsi - Pistoia per "La via di mezzo" (medaglia d'argento)
1960 Premio nazionale Lentini per il teatro per "Il complesso di Giuseppe"
1961 Segnalazione al Premio Teatrale Vallecorsi - Pistoia per "Gli assassini siamo noi" (medaglia d'argento)
1979 Premio Teatro Nuovo per "L'assoluzione di Bruno"
1980 Tra i cinque finalisti al Premio Ragusa per "Il Trapianto"
1981 Premio Letterario Nazionale Campofranco per "Le Fave Nere"
1983 Vincitore del concorso bandito dalla RAI per "La Casa" (radiodramma trasmesso da RAI 2)
1984 Premio Nazionale Letterario Tremestieri Etneo per la narrativa per "La Bussola"
1984 Tra i cinque finalisti al Premio Flaiano per il teatro per "Il Dilemma"
1985 Premio della Cultura dalla Presidenza del Consiglio dei ministri
1987 Diploma di Medaglia d'Oro ai benemeriti della Scuola, della Cultura e dell'Arte conferitogli dal Presidente della Repubblica
1988 Premio Nazionale per la Critica Letteraria Torre del Lauro per "L'arte del Manzoni"
1988 Premio Internazionale del Mediterraneo per l'insieme della sua produzione, sia artistica che scientifica
1990 Premio Letterario Nazionale Campofranco per "Il Cono d'ombra"
1991 Premio della Cultura dalla Presidenza del Consiglio dei ministri
2003 Premio alla memoria “Noi Serradifalchesi” dal Comune di Serradifalco

## Onorificenze
1973 Onorificenza dell'Ordine al “Merito della Repubblica Italiana” di Ufficiale, conferitagli dal Presidente della Repubblica
1976 Onorificenza dell'Ordine al “Merito della Repubblica Italiana” di Commendatore, conferitagli dal Presidente della Repubblica
1995 Onorificenza dell'Ordine al “Merito della Repubblica Italiana” di Cavaliere, conferitagli dal Presidente della Repubblica
2008 Intitolazione dell'Istituto Comprensivo di Serradifalco.